# 菲利普·肖赫
菲利普·肖赫（德語：Philipp Schoch，1979年10月10日—），瑞士男子单板滑雪运动员。他曾代表瑞士参加2002年、2006年和2014年冬季奥林匹克运动会单板滑雪比赛，获得二枚金牌。